# Distrito de Bruntál
El distrito de Bruntál es uno de los seis distritos que forman la región de Moravia-Silesia, República Checa, con una población estimada a principio del año 2018 de 92 453 habitantes. Se encuentra ubicado al este del país, al este de Praga, cerca de la frontera con Eslovaquia y Polonia. Su capital es la ciudad de Bruntál.

## Localidades (población año 2018)
- Andělská Hora 356
- Bílčice 230
- Bohušov 371
- Brantice 1358
- Břidličná 3188
- Bruntál 16 495
- Býkov-Láryšov 160
- Čaková 305
- Dětřichov nad Bystřicí 430
- Dívčí Hrad 305
- Dlouhá Stráň 87
- Dolní Moravice 390
- Dvorce 1308
- Heřmanovice 337
- Hlinka 178
- Holčovice 710
- Horní Benešov 2235
- Horní Město 850
- Horní Životice 333
- Hošťálkovy 588
- Janov 300
- Jindřichov 1267
- Jiříkov 276
- Karlova Studánka 182
- Karlovice 995
- Krasov335
- Křišťanovice 256
- Krnov 23595
- Leskovec nad Moravicí 412
- Lichnov 1019
- Liptaň 462
- Lomnice 501
- Ludvíkov 281
- Malá Morávka 654
- Malá Štáhle 137
- Město Albrechtice 3518
- Mezina 380
- Milotice nad Opavou382
- Moravskoslezský Kočov 549
- Nová Pláň 54
- Nové Heřminovy 274
- Oborná 393
- Osoblaha 1079
- Petrovice 136
- Razová 531
- Roudno 212
- Rudná pod Pradědem 371
- Rusín 146
- Rýmařov 8314
- Ryžoviště 589
- Široká Niva554
- Slezské Pavlovice 218
- Slezské Rudoltice 540
- Stará Ves 505
- Staré Heřminovy 197
- Staré Město 912
- Světlá Hora 1424
- Svobodné Heřmanice 539
- Třemešná 910
- Tvrdkov 240
- Úvalno 967
- Václavov u Bruntálu 444
- Valšov 247
- Velká Štáhle 344
- Vrbno pod Pradědem 5102
- Vysoká 308
- Zátor 1188